# ボン合意
ボン合意（ボンごうい、英: Agreement on Provisional Agrrangements in Afghanistan Pending the Re-establishment of Permanent Government Institutions, The Bonn Agreement）は、アフガニスタン戦争における大規模戦闘が収束に向かいはじめた2001年11月、国際連合がドイツのボンで招集したアフガニスタンにおける和平と復興推進のための国際会議（ボン会議、英: UN Talks on Afghanistan）において、2001年12月5日に締結された政治的なロードマップ合意の名称。

## 背景
アフガニスタンを支配していたターリバーンは有志連合諸国および北部同盟の攻撃を受け、退潮しつつあった。しかし、北部同盟構成勢力やその他の武装勢力はかつて互いに争った経緯があり、国土も荒廃していた。
国際連合安全保障理事会は以前からの安保理国連決議によってアフガニスタンの主権、独立、領土保全及び国の一体性に強く関与することが確認されており、アフガニスタン和平・復興でも国連が主導的な役割を担うことになった。10月にはラハダール・ブラヒミがアフガニスタン担当の国連事務総長特別代表に就任し、国連のアフガニスタンにおける人道・人権および政治活動に関する全般的な権限を持つこととなった。
2001年11月13日、米軍の支援を受けた北部同盟軍は首都カーブル入りし、アフガニスタンを支配する気配を見せた。国連は少数民族主体で軍閥の集まりである北部同盟がアフガニスタンを支配するとなると新たな内戦、無秩序状態になることをおそれ、より民族的にもバランスの取れた暫定政権を早急に樹立する必要に迫られ、急遽、そのための会議を開催することとなった。これがボン会合の開催の発端である。
2001年11月14日には国際連合安全保障理事会決議1378が採択され、ターリバーンに代わる新政府の設立および、「アフガニスタンの共同戦線を構成する代表」を集めた緊急会議の開催を支持した。

## 概要
ボン会合開催当時、ターリバーンは既に敗走し、軍事的には北部同盟がアフガニスタンを支配しつつあった。ボン会合ではアフガニスタンの各グループは内戦後のアフガニスタンにおいて少数民族からなる北部同盟による支配ではなく、より広くアフガン国民を代表する暫定的な政府を樹立し、和解と平和の推進、安定化を図るための手順に合意した。これがボン合意である。但し、それまでの内戦で最も優勢であったターリバーンはボン会合に参加しておらず、また、ボン合意に基づき成立した暫定政権が依然として北部同盟の主要メンバーの少数民族が主体であったため、最大民族パシュトゥーン人の不満が高まり、ターリバーンが復活する一因となった。

## 主な合意内容
ボン合意では、和平と復興推進の為の具体的指標として主に以下の内容について合意が為された。
- 暫定政権 (IAA) の樹立
- 緊急ロヤ・ジルガの招集[5]。
- 国際治安部隊の設立（→ISAF）
- 国連統合ミッションの設立（→UNAMA）

## 国連安保理の支持
ボン合意は、その締結の翌日である2001年12月6日に招集された国際連合安全保障理事会で、決議1383により支持（endorse）される。国連はさらに同決議の中で、国際社会に対しその合意内容の履行に協力するよう求めた。ただし、国連による具体的な行動としての国際治安支援部隊（ISAF）設立の承認や国連アフガニスタン支援ミッション (UNAMA) 設置の支持に至るのは、その後のことである（それぞれ、2001年12月の決議1386、2002年3月の決議1401）。
2001年12月21日、国連はカーブルにブラヒミ国連事務総長特別代表を派遣し、当時イスラマバードに拠点を置いて活動していた国連アフガニスタン特別ミッション（UN Special Mission in Afghanistan: UNSMA）と国連人道問題調整事務所 (United Nations Office for the Coordination of Humanitarian Affairs: UNOCHA) の代表らと合流させる。のちのこの派遣がアフガニスタンにおける国連の統合ミッションである UNAMA の誕生へと繋がる。

## 履行プロセス
ボン合意に関するアフガニスタン国内での履行プロセスとして、まず2001年12月22日に暫定政権 (Interim Administration of Afghanistan: IAA) が設立された。暫定政権は、暫定行政機構、緊急ロヤ・ジルガ招集のための特別独立委員会、最高裁判所等からなる。
暫定政権設立後6ヶ月以内に緊急ロヤ・ジルガが招集され、移行政権についての決定を行う。移行政権は、緊急ロヤ・ジルガ招集から二年以内に実施される選挙によって国民を完全に代表する政府が選ばれるまでの間、アフガニスタンの統治にあたる。
移行政権成立後18ヶ月以内に憲法制定ロヤ・ジルガが招集され、新憲法を採択する。
ボン合意による政治プロセスは2005年9月12日に下院議員選挙と県会議員選挙が行われたことにより、完全に終了した。

## 問題点
ボン合意は、内戦後に戦闘の当事者の間で締結される和平合意とは異なり、国民和解に向けた今後の手続きを定めたものである。内戦で圧倒的に優勢であったターリバーンは合意に参加していない。最大民族であるパシュトゥーン人を代表するグループも参加していない。このため、後にターリバーンが勢力を挽回し、政権を奪還するに至る。